# Pipil (volk)
De Pipil zijn een inheemse bevolkingsgroep in El Salvador. Ze wonen voornamelijk in het zuidwesten van het land, in de departementen Sonsonante (vooral de gemeenten Nahuizalco en Izalco), Ahuachapán, La Libertad en in een mindere mate Santa Ana. De ruïnes van Chalchuapa en Tazumal worden aan de Pipil toegeschreven.

## Geschiedenis

Precolumbiaanse verspreiding van de Uto-Azteekse talen. Het Nawat is de zuidelijkste uitloper en ligt volledig geïsoleerd in zijn omgeving. Dit duidt op de afkomst van de Pipil uit het huidige Mexico.

De voorouders van de Pipil migreerden in de 11de eeuw vanuit het hoogland van Mexico en de kuststreken aan de golf van Mexico naar waar ze nu wonen. Dit merkt men nog aan hun inheemse taal, het Nawat, een Uto-Azteekse taal. Nawat is compleet verschillend de talen van de buurvolkeren van de Pipil (Mayatalen in het westen en noorden en Lenca in het oosten), maar lijkt ongeveer in dezelfde mate op Nahuatl, de taal van de Azteken, als de Romaanse talen op elkaar. Een deel van de migranten uit Mexico trok verder door naar Nicaragua en Costa Rica, waar ze het Nicarao-volk vormden.
Voor de verovering door de Spanjaarden waren de Pipil verdeeld in meerdere staten: Een gecentreerd op Cuscatlán in het midden van het huidige El Salvador en een rond Izalco in het westen. Er was ook een Pipil-staat rond Escuintla in het huidige Guatemala. Geschat wordt dat er op de vooravond van de verovering 1.000.000 Pipil leefden in El Salvador en nog eens 100.000 in Guatemala.
In 1524 trok de conquistador Pedro de Alvarado met een leger van 250 Spanjaarden en 5000 tot 6000 inheemse hulptroepen uit Mexico door Guatemala. Hij stootte hierbij op de Pipil die daar leefden. Daarna trok hij verder naar El Salvador en versloeg de daar levende Pipil in de slag bij Acajutla en vijf dagen later opnieuw in de slag bij Tacuscalco. De Pipil gingen hierna over tot guerrilla-tactieken.
Na de Spaanse verovering werd het encomienda-systeem ingevoerd. De Pipil leverden vooral landbouwgoederen aan Spanje, aangezien zich op hun grondgebied geen edelmetalen bevinden. Het belangrijkste tribuut van de Pipil was cacao. Deze industrie ging echter al aan het einde van de 16de eeuw tenonder door overbeplanting en uitputting van de gronden. Daarna werden ranching en de productie van indigo belangrijk. Deze focus op landbouwproductie zorgde ervoor dat veel Pipils zich gedwongen zagen op het platteland te trekken om te overleven. Veel Pipil-steden gingen zo ten onder.
De Pipil werden ook zwaar geraakt door de nieuwe Europese ziekten. Van 1520-21 woedden de pokken, van 1545 tot 1548 ofwel de longpest, of vlektyfus en van 1576 tot 1577 vlektyfus én pokken. Het aantal Pipils nam met 95% af en herstelde zich pas aan het einde van de 18de eeuw.
In 1932 was er in El Salvador een kleine boerenopstand. Het Salvadoriaanse leger sloeg deze neer en begon daarna iedereen die het verdacht van deelname te executeren. Hiertoe telde ook iedereen die inheemse kledij droeg of een inheemse taal sprak. Deze slachting, La Matanza, kostte 30.000 indianen (niet enkel Pipil) het leven. De overlevenden waren getraumatiseerd en probeerden zoveel mogelijk hun inheemse afkomst te verstoppen. Ze hielden op hun inheemse kledij te dragen en gaven het Nawat niet verder aan hun kinderen. De Pipilcultuur werd hierdoor bijna volledig geassimileerd.

## Taal
De inheemse taal van de Pipil, het Nawat, is verwant aan het Nahuatl. De meeste Pipil spreken tegenwoordig echter Spaans. Nawat wordt vooral nog gesproken in enkele traditionele gemeenschappen in de hoogvlakten bij de grens met Guatemala.
Cacaopera · Chorotega · Lenca · Pipil · Poqomam · Q'eqchi'